# Forskalia edwardsi
Espèce
Forskalia edwardsi (Rudolph Albert von Kölliker, 1853) est un siphonophore de la famille des Forskaliidae.

## Description
Le Forskalia edwardsi n'est pas un animal à part entière, mais une colonie de centaines de polypes dont chacun occupe une fonction distincte. La structure coloniale est fuselée, évoquant une corde, d'une longueur pouvant atteindre jusqu'à plus de 10 mètres de long. (plus couramment de 1 à 4 mètres).
La partie supérieure de la colonie est surmontée d'un pneumatophore translucide qui aide la colonie à flotter, et qui peut être de différentes tailles. Suit une série de cloches natatoires, pouvant aller jusqu'à douze, puis, autour du stolon central, des cormidies, noires ou de couleurs rose saumon, possédant plusieurs polypes occupant différentes fonctions comme la reproduction, l'alimentation ou la défense. Chaque cormidie possède un filament de pêche ramifié qui lui sert à capturer les proies qui nourriront la colonie.
C'est une espèce relativement courante qui évolue dans tous les océans du monde, notamment la Méditerranée où elle est très répandue. Elle vit sur la surface, proche de la surface ou en pleine eau. C'est une espèce pélagique qui dérive au gré du courant, sous forme planctonique.
vers la fin du printemps, on la rencontre plus souvent le long des côtes.
On aperçoit souvent des individus "ébouriffés" avec les cloches de chasse détendus (comme sur la planche de Haeckel) que l'on pourrait prendre pour une autre espèce; en réalité, la colonie ne prend cette "posture" que lorsqu'elle est en chasse : elle étend alors ses bras ramifiés urticants pour capturer les petites créatures planctoniques. Le reste du temps, il ressemble à une longue grappe.
Comme de nombreux constituants du plancton, Forskalia edwardsi est bioluminescent.
C'est une espèce très urticante, bien que non mortelle comme la physalie.